# Vincent Gigante
Vincent Louis Gigante ( /dʒᵻˈɡæntiː/; 29 de marzo de 1928 – 19 de diciembre del 2005), también conocido como "The Chin" (en español: "el mentón"), fue un mafioso estadounidense que fue jefe de la familia criminal Genovese en Nueva York entre 1981 y 2005. Gigante se inició como un boxeador profesional que peleó en 25 ocasiones entre 1944 y 1947. Luego empezó a trabajar como un matón de la Mafia para lo que entonces era la familia criminal Luciano, precursora de la familia Genovese. Gigante era uno de cinco hermanos; tres de los cuales, Mario, Pasquale, y Ralph, lo siguieron en la Mafia. Sólo uno de ellos, Louis, se mantuvo al margen de la familia criminal y se hizo cura. Gigante fue el tirador en el fallido asesinato del longevo jefe de la familia Luciano Frank Costello en 1957. En 1959, fue sentenciado a siete años de prisión por narcotráfico y luego de compartir celda con el rival de Costello, Vito Genovese, Gigante se convirtió en un caporegime que supervisaba su propia pandilla de soldados y asociados que operaban en Greenwich Village.
Gigante llegó rápidamente al poder durante los años 1960 y 1970. Para 1981 llegó a ser el jefe de la familia mientras Anthony "Fat Tony" Salerno se mostraba como jefe en funciones durante la primera mitad de los años 1980. Él también ordenó el fallido intento de asesinato del jefe de la familia criminal Gambino John Gotti en 1986. Con el arresto y la condena a Gotti y varios miembros de la familia Gambino en 1992, Gigante fue reconocido como el jefe criminal más poderoso en los Estados Unidos. Por casi 30 años, Gigante fingió locura en un esfuerzo de quitarse de encima la atención de la policía. Llamado "The Oddfather" y "El enigma en bata" por la prensa, Gigante usualmente merodeaba las calles de Greenwich Village en bata y pantuflas, murmurando incoherencias a sí mismo. Fue acusado de cargos federales de racketeering en 1990, pero fue declarado mentalmente incapaz de ser juzgado. En 1997, fue juzgado y condenado por racketeering y asociación ilícita, y sentenciado a 12 años de prisión. Enfrentando cargos de obstrucción a la justicia en el 2003, se declaró culpable y admitió que su supuesta locura era un esfuerzo elaborado para evitar investigaciones. Fue sentenciado a tres años más en prisión. Murió mientras estaba preso en el United States Medical Center for Federal Prisoners el 19 de diciembre del 2005.

## Comienzos
Gigante nació en Nueva York, hijo de inmigrantes italianos de Nápoles, Salvatore Gigante, un relojero, y Yolanda Gigante, una costurera. Tuvo cuatro hermanos, Mario, Pasquale, y Ralph, quienes también formaron parte del crimen organizado, y Louis, quien se hizo sacerdote católico en la Iglesia de San Atanasio en South Bronx y consejero de la ciudad. Según su hermano Louis, su apodo "The Chin", viene de la forma cómo su madre lo llamaba de cariño "Chinzeeno", derivado del nombre Vincenzo, la forma italiana de Vicente. Gigante se graduó de la escuela pública 3 en West Village, Manhattan y luego asistió a la Textile High School, pero lo abandonó.
Gigante fue un boxeador profesional de peso mediopesado entre 1944 y 1947, siendo conocido como "The Chin" Gigante. Peleó 25 veces y perdió sólo 4 haciendo un total de 117 asaltos. Su primera pelea profesional fue contra Vic Chambers el 18 de julio de 1944 en Union City, Nueva Jersey, la que perdió. Luego peleó nuevamente contra Chambers en la St. Nicholas Arena el 6 de octubre de 1944 y lo venció. Lo venció nuevamente el 29 de junio de 1945 en el Madison Square Garden. Su última pelea fue contra Jimmy Slade el 17 de mayo de 1947, en Ridgewood Grove, Brooklyn, la que perdió por nocaut técnico.
Mantuvo su residencia en Old Tappan, Nueva Jersey, con su esposa Olympia Grippa, con quien se casó en 1950, y sus cinco hijos Andrew, Salvatore, Yolanda, Roseanne, y Rita. Tuvo una segunda familia en una casa en el Upper East Side de Manhattan con su amante de largo tiempo y esposa de hecho, Olympia Esposito y sus tres hijos, Vincent, Lucia y Carmella. Con frecuencia se quedaba en el departamento de su madre en Greenwich Village.

## Carrera criminal

### Intento de asesinato a Costello y caporegime

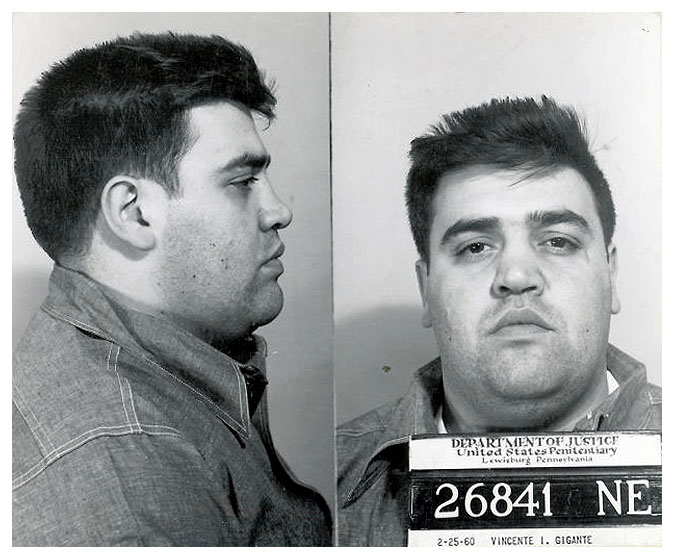
Foto policial de Gigante (1960).

De adolescente, se convirtió en el protegido del futuro patriarca de la familia criminal Genovese, Vito Genovese, que ayudó a pagar por una cirugía a la madre de Gigante. Entre las edades de 17 y 25, fue arrestado siete veces por cargos que iban desde receptación, posesión de una arma de fuego sin licencia y apuestas ilegales. La mayoría de ellas fueron desestimadas o resueltas con multas con excepción de un periodo de 60 días que pasó en la cárcel por apuestas. Durante ese tiempo, Gigante aprendió el oficio de sastre.
A inicios de 1957 decidió atacar al jefe de la familia Luciano Frank Costello. Genovese ordenó a Gigante asesinar a Costello, y el 2 de mayo de 1957, Gigante disparó e hirió a Costello afuera de su edificio de departamentos. Aunque la herida fue superficial, persuadió a Costello a renunciar al poder a favor de Genovese y retirarse. Genovese entonces contrólo lo que hoy es conocida como la familia criminal Genovese. Un portero identificó a Gigante como el pistolero. Sin embargo, en 1958, Costello testificó que era incapaz de reconocer a su agresor. Gigante fue absuelto de los cargos de tentativa de homicidio.

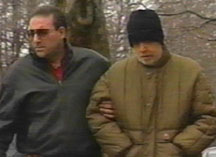
Foto de vigilancia del FBI de Gigante (derecha) paseando por Greenwich Village, siendo llevado por su hijo Andrew.

En 1959, fue condenado, junto a Vito Genovese, de tráfico de heroína y sentenciado a siete años en prisión. Fue puesto en libertad condicional luego de cinco años. Poco después, fue promovido de soldado a capitán, manejando la Pandilla de Greenwich Village, y con su sede principal en la Triangle Civic Improvement Association.
En 1969, fue acusado en Nueva Jersey de conspiración para sobornar a los cinco miembros de la fuerza policial de Old Tappan, Nueva Jersey para que le avisen de operaciones de vigilancia realizadas por agencias de la ley. Aunque los cargos fueron dejados de lado luego de que los abogados de Gigante presentaron reportes de psiquiatras que señalaban que estaba mentalmente incapaz de ser juzgado.
Desde 1969, fue tratado 20 veces por desórdenes psiquiátricos, y el principal terapeuta de Gigante Eugene D'Adamo, anotó: 

"Vincent Gigante ha sido diagnosticado desde 1969 de esquizofrenia del tipo paranoide con exacerbaciones agudas periódicas que resultan en hospitalización."
Eugene D'Adamo

Los abogados de Gigante y sus parientes dicen que estuvo mentalmente deshabilitado desde fines de los años 1960, con un IQ de 69 a 72 que es bajo de lo normal.

### Jefe criminal Genovese
En 1981, el sucesor de Genovese Philip "Benny Squint" Lombardo, renunció como jefe debido a su mala salud. Con el apoyo de Lombardo, Gigante se convirtió en el jefe de la familia Genovese. Anthony "Fat Tony" Salerno fue hecho el jefe en funciones de la familia Genovese con la finalidad de confundir a las fuerzas de la ley.
Gigante construyó una gran red de usura y apuestas ilegales que también servían para las extorsiones por el recojo de basura, embarque, transporte y compañías de construcción que buscaban acuerdos con los sindicatos de carpinteros, camioneros y obreros, incluyendo aquellas en el Javits Center, así como sobornos por protección de comerciantes en el Fulton Fish Market. Gigante también tenía influencia en el Festival de San Genaro en Little Italy, operando apuestas, extorsionando pagos de los vendedores y obteniendo milies de dólares en donaciones a la iglesia del vecindario hasta que fue descubierto en 1995 por oficiales de la ciudad.
El 13 de abril de 1986, el subjefe de la familia criminal Gambino Frank DeCicco fue asesinado cuando su carro explotó luego de una visita al mafioso leal a Paul Castellano, James Failla. La bomba fue puesta por Victor Amuso y Anthony Casso de la familia criminal Lucchese, bajo órdenes de Gigante y el jefe Lucchese Anthony Corallo, para vengar a Castellano y Thomas Bilotti matando a sus sucesores: John Gotti también planeaba visitar a Failla ese día pero canceló a última hora y la bomba fue detonada luego de que un soldado que subió al carro junto con DeCicco fue tomado por Gotti.
En enero de 1987, Salerno fue sentenciado a 100 años en prisión por racketeering, junto otros miembros principales de las otras familias de Nueva York, como parte del juicio a la Comisión. Salerno había sido inicialmente identificado como el jefe de la familia Genovese. Sin embargo, poco después del juicio, la mano derecha de Salerno durante mucho tiempo, Vincent "The Fish" Cafaro, se convirtió en informante y le contó al FBI que Salerno sólo era una fachada del verdadero jefe, Gigante. Cafaro también reveló que la familia Genovese había mantenido esta fachada desde 1969. Micrófonos puestos por el FBI habían grabado una conversación en la que Salerno y el capo Matthew "Matty the Horse" Ianniello estaban revisando una lista de posibles candidatos para ser aceptados en otra familia. Estando frustrado, porque los apodos de los postulantes no habían sido incluidos, Salerno se encogió de hombros y dijo "Le voy a dejar esto al jefe".
Gigante era reclusivo y casi imposible de grabarlo, hablaba bajo, evitaba el teléfono e algunas veces silbaba al receptor. Casi nunca dejaba su casas vacía porque sabía que agentes del FBI podrían entrar y plantar un micrófono. Los miembros de la familia Genovese no eran permitidos de mencionar su nombre en conversaciones o llamadas de teléfono. Cuando tenían que mencionarlo, los miembros apuntaban sus mentones o hacían la letra "C" con sus dedos.
Durante el periodo de como jefe de la familia Genovese, luego del apresamiento de John Gotti en 1992, se hizo conocido como el capo di tutti capi, el "Jefe de todos los jefes", a pesar de que la posicióni había sido abolida desde 1931 con el asesinato de Salvatore Maranzano.

### Juicios y condena
Entre 1978 hasta 1990, cuatro de las cinco familias criminales de Nueva York, incluyendo a la Genovese, amañaron el 75% de $191 millones, o alrededor de $142 millones, por los contratos de ventanas otorgados por la Autoridad de la Vivienda de la Ciudad de Nueva York. Las compañías de instalación eran requeridas hacer pagos al sindicato entre $1 y $2 por cada ventana instalada.
En 1988, Gigante tuvo una cirugía a corazón abierto. El 30 de mayo de 1990, Gigante fue acusado junto con otros miembros de cuatro de las familias criminales de Nueva York por conspiración para amañar ofertas y extorsionar pagos de los contratistas en contratos multimillonarios con la Autoridad de Vivienda para instalar ventanas. Gigante asistió a su citación con pijama y bata, y debido a su defensa que señalaba que estaba mental y físicamente impedido, las batallas legales se extendieron por siete años sobre su competencia para ser juzgado o no.
En junio de 1993, Gigante fue acusado nuevamente de cargos de haber ordenado el asesinato de seis mafiosos y haber conspirado para matar otros tres, incluyendo al jefe Gambino John Gotti. En las audiencias de sanidad en marzo de 1996, Sammy "The Bull" Gravano, antiguo subjefe de la familia criminal Gambino, quien se convirtió en un testigo del gobierno en 1991, y Alphonse "Little Al" D'Arco, antiguo jefe en funciones de la familia Lucchese, testificaron que Gigante estaba lúcido en reuniones mafiosas de alto nivel y que le había dicho a otros gánsters que su comportamiento excéntrico era premeditado. Los abogados de Gigante consiguieron testimonios y reportes de psiquiatras entre 1969 hasta 1995 que señalaban que Gigante había sido internado 28 veces en hospitales para recibir tratamiento por alucionaciones y que sufría de "demencia basada en daño órganico del cerebro".
En agosto de 1996, el juez senior de la Corte de Distrito de los Estados Unidos para el Distrito Este de Nueva York, Eugene Nickerson, resolvió que Gigante era mentalmente competente para ser juzgado. Este se declaró inocente y fue liberado tras pagar una fianza de un millón de dólares. Gigante tuvo otra operación cardiaca en diciembre de 1996. El 25 de junio de 1997, se inició el juicio de Gigante al que éste acudió en silla de ruedas. El 25 de julio de 1997, luego de casi tres días de deliberaciones, el jurado declaró culpable a Gigante de conspiración para matar otros mafiosos y de manejar garitos como cabeza de la familia criminal Genovese. Los fiscales señalaron que el veredicto final estableció que Gigante no estaba enfermo mentalmente como señalaban sus abogados y habían sostenido por mucho tiempo sus parientes.
El 18 de diciembre de 1997, Gigante fue sentenciado a 12 años de prisión y multado con 1.25 millones por el juez Jack B. Weinstein, una sentencia leve debido a la "edad y fragilidad" de Gigante. El juez declaró que Gigante había sido "... finalmente traído ante la justicia en sus años finales luego de décadas de vil tiranía criminal". Mientras estuvo en prisión, él mantuvo su rol como jefe de la familia Genovese, mientras otros mafiosos recibían la confianza para manejar las actividades del día a día de la familia. Gigante entregaba órdenes a la familia a través de su hijo, Andrew, quien lo visitaba en prisión.
El 23 de enero del 2002, Gigante fue acusado junto a otros varios mafiosos, incluyendo a su hijo Andrew, de cargos de racketeering y obstrucción de justicia. Los fiscales lo acusaron de continuar dirigiendo su familia desde la prisión y que utilizaba a Andrew para llevar mensajes a la familia. Ellos también lo señalaban como responsable de causar una dilación de siete años en su juicio anterior al fingir locura. Varios días después, Andrew fue liberado con una fianza de $2.5 millones. La fiscal federal Roslynn R. Mauskopf había planeado reproducir cintas que lo mostraban "totalmente coherente, cuidadoso e inteligente" dirigiendo operaciones criminales desde la prisión. Enfrentado con esta evidencia, Gigante se declaró culpable de obstrucción de justicia el 7 de abril del 2003, apenas horas antes de que el juicio comience. El juez I. Leo Glasser lo senenció a tres años adicionales en prisión. Mauskopf señaló, "La broma se terminó ... Vincent Gigante fue un farsante astuto y aquellos de nosotros en las fuerzas de la ley siempre supimos que esto era una actuación... La actuación duró por décadas, pero hoy se terminó."
El 25 de julio del 2003, el hijo de Gigante Andrew fue sentenciado a dos años en prisión y multado con $2.5 millones por racketeering y extorsión. El reportero de crimen organizado del New York Times e historiador de la Mafia Selwyn Raab describió el acuerdo de Gigante como una "capitulación sin precedentes" para un jefe de la Mafia. Nunca se escuchó que un jefe siquiera considerase declararse culpable. Sin embargo, Gigante aceptó el acuerdo con la fiscalía para aminorar la severidad contra sus familiares. Por lo pronto, Andrew enfrentaba una condena de 20 años en prisión si es que era juzgado. Otra provisión del acuerdo estipulaba que cualquier pariente que hubiera ayudado a Gigante en su engaño - incluyendo a su esposa, su amante y el padre Louis - no serían acusados de obstrucción a la justicia.

## Muerte
Gigante murió el 19 de diciembre del 2005 en el Centro Médico para Prisioneros Federales en Springfield, Misuri. Su funeral y entierro se llevaron a cabo cuatro días después, el 23 de diciembre, en la iglesia de San Antonio de Padua en Greenwich Village, casi en el anonimato.
Desde la muerte de Gigante, su familia ha continuado viviendo bien. Según un reporte del 2011 de Jerry Capeci, los parientes de Gigante ganan casi 2 millones de dólares al año como empleados de compañías de la orilla de Nueva Jersey.

## En la cultura popular

### Películas y televisión
- Es interpretado por Nicholas Kepros en la película para televisión de 1998, Witness to the Mob.
- El episodio de la serie Law & Order "Faccia e Faccia", emitido por primera vez el 28 de febrero de 1998, mostraba un don de la Mafia ya anciano fingiendo incapacidad mental, inspirado en Gigante.
- En la película del 2018 Gotti, Gigante es interpretado por Sal Rendino.
- Gigante es interpretado en la película del 2019 is Mob Town por Nick Cordero. Este sería el último rol de Nick Cordero antes de su muerte el 5 de julio del 2020.[36]
- Es interpretado por Vincent D'Onofrio en la serie de televisión del 2019 Godfather of Harlem.
- Gigante es interpretado por Tony Amendola en la miniserie de televisión del 2022 Black Bird.

### Documentales
- La historia de la investigación del FBI a Gigante fue mostrada en el episodio 6 de la temporada 1 del documental The FBI Files, titulado "The Crazy Don"[37] (que fue emitido por primera vez el 8 de diciembre de 1998).
- National Geographic emitió una serie documental de 6 capítulos, Inside the American Mob, donde Gigante participa principalmente en el episodio 55, "The Rise and Fall of Gotti", mientras que las acciones atribuíadas a él son discutidas en el episodio 3, "New York-Philly War".